# Vismen, Småland
Vismen är en sjö i Värnamo kommun i Småland och ingår i Lagans huvudavrinningsområde. Sjön har en area på 0,116 kvadratkilometer och ligger 166 meter över havet.

## Delavrinningsområde
Vismen ingår i det delavrinningsområde (634420-139459) som SMHI kallar för Nedlagd mätstation. Medelhöjden är 169 meter över havet och ytan är 52,84 kvadratkilometer. Räknas de 61 delavrinningsområdena uppströms in blir den ackumulerade arean 1 155,4 kvadratkilometer. Delavrinningsområdets utflöde Lagan (Härån) mynnar i havet. Delavrinningsområdet består mestadels av skog (49 %), jordbruk (16 %) och sankmarker (15 %). Avrinningsområdet har 0,19 kvadratkilometer vattenytor vilket ger det en sjöprocent på 0,4 %. Bebyggelsen i området täcker en yta av 3,48 kvadratkilometer eller 7 % av avrinningsområdet.